# Maria Stella Masocco
Maria Stella Masocco (Bagnone, 17 marzo 1948) è un'ex discobola e pesista italiana.

## Biografia
Nasce a Treschietto, frazione di Bagnone, in  Toscana. Nel 1970 è arrivata ottava alle Universiadi di Torino sia nel getto del peso che nel lancio del disco riuscendo ad arrivare in finale. Inoltre ha ottenuto l'argento nel lancio del disco ai Giochi del Mediterraneo di Smirne del 1971.
È stata tre volte campionessa italiana di getto del peso e di lancio del disco, ottenendo il record nazionale il 14 maggio 1972 a Tirrenia. Il suo primato nazionale di getto del peso è stato mantenuto fino al 1989.

### Vita privata
Sposata con il pesista Adriano Buffon, è la madre del portiere di calcio Gianluigi Buffon e delle pallavoliste Guendalina e Veronica Buffon.
Suo fratello Dante Angelo (1936-2015) era un pivot della nazionale italiana di pallacanestro.
Assieme alla sua famiglia possiede l'hotel Stella della Versilia a Marina di Massa, sia una società immobiliare e il 17% della partecipata che lo gestisce.

## Palmarès
| Anno | Manifestazione          | Sede   | Evento           | Risultato | Prestazione | Note |
| ---- | ----------------------- | ------ | ---------------- | --------- | ----------- | ---- |
| 1970 | Universiadi             | Torino | Getto del peso   | 8ª        | 14,45 m     |      |
| 1970 | Universiadi             | Torino | Lancio del disco | 8ª        | 48,52 m     |      |
| 1971 | Giochi del Mediterraneo | Smirne | Lancio del disco | Argento   | 47,44 m     |      |

## Campionati nazionali
- 2 volte campionessa nazionale assoluta del getto del peso (1971, 1972)
- 1 volta campionessa nazionale assoluta indoor del getto del peso (1972)

1971
- Oro ai Campionati italiani assoluti (Roma), getto del peso - 14,69 m

1972
- Oro ai Campionati italiani assoluti indoor (Roma), getto del peso - 14,98 m
- Oro ai Campionati italiani assoluti (Roma), getto del peso - 14,88 m